# Je suis Mina
Je suis Mina, pubblicato nel 2011, è una raccolta della cantante italiana Mina.
Ventuno canzoni in francese per la prima volta su CD, le due ultime mai pubblicate prima. Si tratta di incisioni soprattutto dagli anni 70.
La maggior parte delle traduzioni sono state effettuate da importanti parolieri come Pierre Delanoë e Eddy Marnay.
Questa raccolta non è inclusa nella discografia sul sito ufficiale minamazzini.com.

## Tracce
1. Si... (Vorrei che fosse amore) - 2.25
2. L'amour est mort (Io e te da soli) - 4.30
3. Pour en finir comment faire (L'importante è finire) - 3.14
4. Et puis ça sert à quoi (E poi...) - 4.21
5. Lumière (Nuur) - 4.16
6. C'est une chanson (Una canzone) - 3.52
7. La chiromancienne (Caravel) - 2.44
8. Ensemble (Distanze) - 4.37
9. Comme un homme - 3.09
10. Quand l'amour vous touche (Quando l'amore ti tocca) - 3.17
11. Moi je te regarde (Io innamorata) - 2.58
12. Ne la crois pas (Non credere) - 4.16
13. Le cœur en larmes (Un colpo al cuore) - 3.19
14. La vie (Credi) - 3.28
15. Les oiseaux reviennent (Non tornare più) - 4.40
16. Cigarette - 3.55
17. Deux peut-être trois (Due o forse tre) - 4.03
18. C'est comme un arc en ciel - 3.38
19. Rien que vous (Solo lui) - 4.21
20. À cœur ouvert (Sognando) - 3.59
21. Les mauvais jours (Ancora dolcemente) - 4.19